# Francesca Arundale
Francesca Arundale (* 1847 in Brighton, England; † 23. März 1924 in Indien) war eine englische Freimaurerin und Theosophin.

## Leben
Francesca Arundale wurde 1881 Mitglied der London Lodge der Theosophischen Gesellschaft (TG). In dieser Loge übte sie, vermutlich bis 1891, die Funktion des Schatzmeisters bzw. Kassiers aus. Nach der Spaltung der TG 1895 infolge der Judge Case folgte sie der Theosophischen Gesellschaft Adyar (Adyar-TG). Sie war eine enge Freundin von Helena Blavatsky und Annie Besant. Blavatsky war häufig in Francescas Haus zu Gast. Auch lebte sie jahrelang in Deutschland, wo sie mit führenden Theosophen ihrer Zeit zusammentraf, u. a. verkehrte sie im Haus von Marie Gebhard in Elberfeld. 1902 folgte sie einem Ruf Besants nach Indien, um dort für die Adyar-TG zu wirken. Auf diese Reise nahm sie den von ihr adoptierten George Arundale mit, welcher später Präsident der Adyar-TG werden sollte. In Indien arbeitete Francesca eng mit Besant zusammen und war besonders in der TG-Loge in Varanasi aktiv, daneben wirkte sie als Lehrerin.
1896 trat sie der „gemischten“ Freimaurer-Obödienz Le Droit Humain bei, wo sie 1902 den 33. und damit höchsten Grad erreichte. Besant hörte 1902 durch Francesca von der Loge Le Droit Humain und trat daraufhin ebenfalls bei. An der Gründung der ersten Londoner Loge durch Besant im Jahre 1902 war Francesca aktiv beteiligt, ebenso an der ersten Loge in Indien 1904.
Ihre Schwester Marie G. Martin (1848–1914) war die Ehefrau von Georges Martin, dem – neben Maria Deraismes – Mitbegründer des Le Droit Humain. Francesca blieb zeit ihres Lebens unverheiratet.

## Werke
- Idea of Rebirth Including a Translation of an Essay on Re-incarnation. Kessinger Publishing, Whitefish 1998, ISBN 0-7661-0585-7. online (Memento vom 1. Mai 2004 im Internet Archive)
- Intuitional Consciousness. Theosophical Publishing House, Adyar 1916.
- My Guest, H.P. Blavatsky. Kessinger Publishing, Whitefish 2004, ISBN 0-7661-9125-7.

| Personendaten    | Personendaten                         |
| ---------------- | ------------------------------------- |
| NAME             | Arundale, Francesca                   |
| KURZBESCHREIBUNG | englische Freimaurerin und Theosophin |
| GEBURTSDATUM     | 1847                                  |
| GEBURTSORT       | Brighton, England                     |
| STERBEDATUM      | 23. März 1924                         |
| STERBEORT        | Indien                                |